# Claire Simon

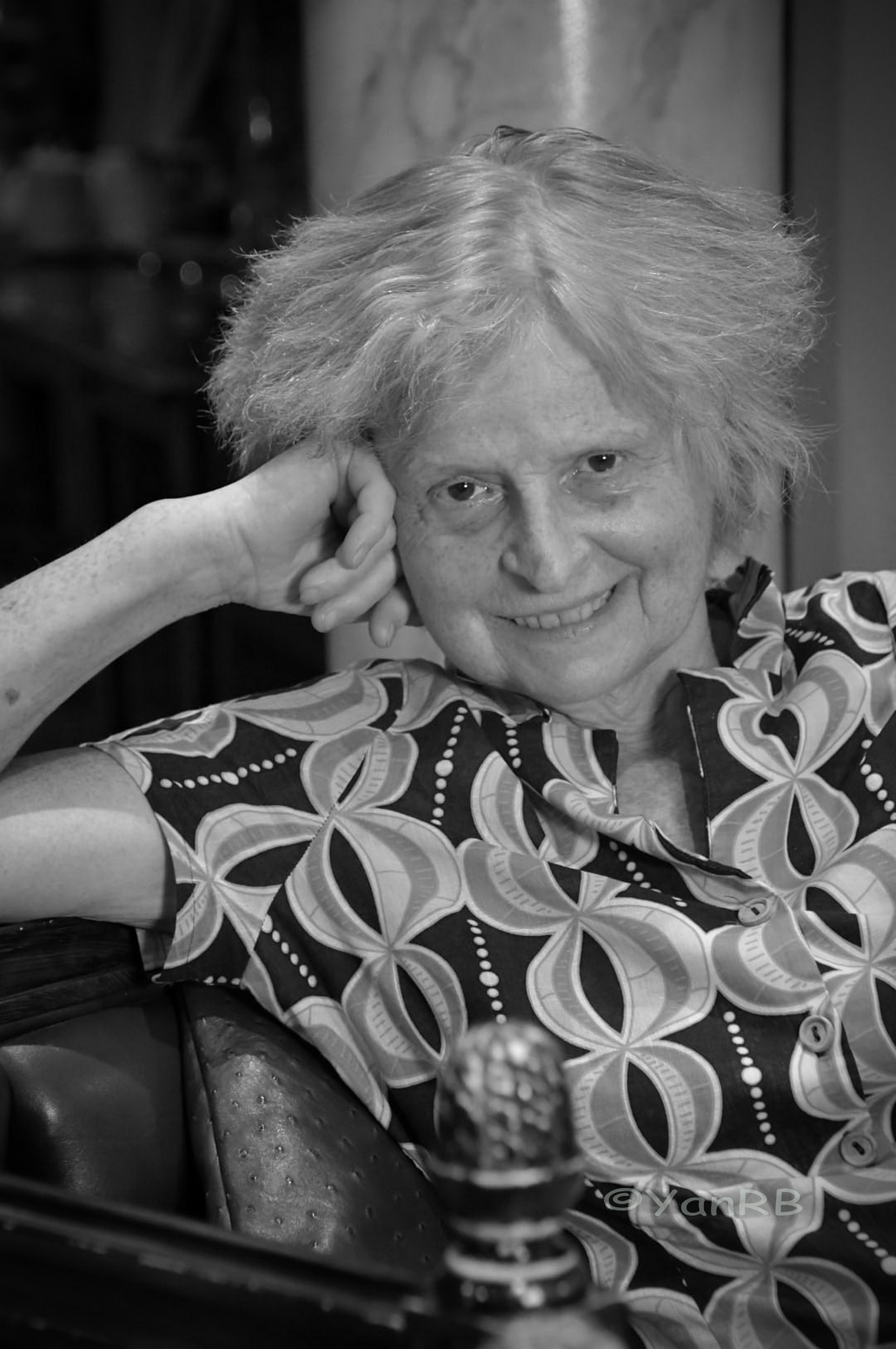
Claire Simon (2023)

Claire Simon (* Juli 1955 in London) ist eine französische Drehbuchautorin, Schauspielerin, Kamerafrau, Filmeditorin und Regisseurin. Sie ist Autorin mehrerer ausgezeichneten Dokumentarfilme.

## Leben
Claire Simon wuchs in Frankreich im Département Var auf und studierte Ethnologie, lernte Arabisch und Berbersprachen. Als Autodidaktin begann sie ihre Filmkarriere über den Filmschnitt. Sie war als Schnittmeisterin tätig und drehte einige Kurzfilme. Sie lernte die Praxis des Direct Cinema in den Ateliers Varan. 1997 präsentierte sie mit Sinon, oui ihren ersten Langspielfilm bei der Quinzaine des réalisateurs.
Sie hielt eine Meisterklasse an der La Fémis und einen Regieworkshop an der Universität Paris VIII.
2000 erhielt sie für ihren Spielfilm Ça, c’est vraiment toi den Großen Preis des Entrevues Belfort Film Festival. Sie arbeitete zwischen 2008 und 2012 am Bahnhof Paris-Nord, wo sie den Stoff für ein Theaterstück, einen Dokumentarfilm, eine Web-Installation fand. 2016 drehte sie Le Concours, der die Auswahlprüfungen der Bewerber für die Aufnahme an der Filmhochschule La Fémis thematisiert, wo sie zuvor gearbeitet hatte.
Sie ist Mitglied des Collectif 50/50, das sich für die Gleichstellung von Frauen und Männern und die Vielfalt im Film und in den audiovisuellen Medien einsetzt. Das Filmmuseum München widmete Simon 2024 eine Retrospektive.

## Filmografie

### Regie

#### Kurzfilme
- 1976: Madeleine
- 1980: Tandis que j’agonise
- 1981: Moi, non ou l’argent de Patricia
- 1982: Mon cher Simon
- 1983: Une journée de vacances
- 1984: Barres Barres
- 1988: La Police
- 1991: Scènes de ménage
- 1992: Artiste Peintre

#### Dokumentarfilme
- 1989: Les Patients
- 1992: Récréations
- 1995: Coûte que coûte
- 2000: 800 km de différence / Romance
- 2002: Mimi
- 2013: Géographie humaine
- 2016: Le bois dont les rêves sont faits
- 2016: Le concours
- 2018: Premières solitudes
- 2020: Le fils de l’épicière, le maire, le millage et le monde
- 2023: Notre corps
- 2024: Apprendre

#### Dokumentarfilmreihen
- 2019: Le Village (20 Folgen)

#### Langspielfilme
- 1997: Die Lüge (Sinon, oui)
- 1999: Ganz typisch Du! (Ça, c’est vraiment toi)
- 2006: Ça brûle
- 2008: Les Bureaux de Dieu
- 2013: Gare du Nord
- 2021: Vous ne désirez que moi

### Drehbuch
- 1997: Die Lüge (Sinon, oui)
- 1999: Ganz typisch Du! (Ça, c’est vraiment toi)
- 2006: Ça brûle
- 2008: Les Bureaux de Dieu

### Kamera
- 1992: Récréations
- 2000: 800 km de différence / Romance
- 2002: Mimi
- 2008: Les Bureaux de Dieu

### Schnitt
- 1976: Chantons sous l’Occupation – Regie: André Halimi
- 1979: La Ville à prendre – Regie: Patrick Brunie
- 1981: Plogoff, des pierres contre des fusils – Regie: Nicole Le Garrec
- 1982: Faux-fuyants Regie: Alain Bergala und Jean-Pierre Limosin
- 1986: Gardien de la nuit – Regie: Jean-Pierre Limosin
- 2002: 800 km de différence / Romance
- 2003: Mimi

## Auszeichnungen

### Filmfestivals
Drei ihrer Filme wurden für die Quinzaine des réalisateurs in Cannes ausgewählt: Sinon oui (1997), Ça brûle (2006) und Les Bureaux de Dieu (2008).
Der Film Gare du Nord und der dazugehörige Dokumentarfilm Géographie humaine wurden im Oktober 2013 beim Festival international du film francophone in Namur gezeigt, wo Gare du Nord im offiziellen Wettbewerb präsentiert wurde.
2013 wurde Claire Simon auf dem 54. Internationalen Filmfestival Thessaloniki eine Retrospektive gewidmet. Dabei wurden die Spielfilme Sinon, oui, Les Bureaux de Dieu, Ça brûle und Gare du Nord gezeigt.
Im Jahr 2023 wählt die Berlinale ihren Dokumentarfilm Notre Corps aus.

### Verdienstorden
- 2014: Offizier des französischen Verdienstordens Ordre des Arts et des Lettres[13]
- 2018: Ritter des französischen Verdienstordens Ordre national du Mérite[14]